# Adrian Spyrka
Adrian Spyrka (ur. 1 sierpnia 1967 w Zabrzu) – niemiecki piłkarz polskiego pochodzenia, występujący na pozycji obrońcy lub pomocnika.

## Życiorys
Jest wychowankiem Vestii Disteln. W 1986 roku został piłkarzem Borussii Dortmund. W Bundeslidze zadebiutował 26 września w wygranym 7:0 spotkaniu z Blau-Weiß 90 Berlin. W 1987 roku wraz z reprezentacją RFN U-20 zajął drugie miejsce na Młodzieżowych Mistrzostwach Świata.
W 1988 roku został zawodnikiem 1. FC Saarbrücken, gdzie występował do 1991 roku. Następnie był piłkarzem klubów Bundesligi: Stuttgarter Kickers i 1. FC Köln. W 1993 roku został zawodnikiem Rot-Weiss Essen. W 1994 roku wystąpił w finale Pucharu Niemiec, w którym RW Essen uległ 1:3 Werderowi Brema. W tym samym roku klub spadł do Regionalligi. W sezonie 1995/1996 Spyrka reprezentował barwy SG Wattenscheid 09, a następnie był zawodnikiem 1. FSV Mainz 05, dla którego w 2. Bundeslidze rozegrał ponad sto spotkań.
Karierę zawodniczą zakończył w 2002 roku. Następnie był m.in. asystentem trenera w 1. FC Saarbrücken (2007–2008), trenerem rezerw SV Wehen Wiesbaden (2009–2010) oraz asystentem trenera rezerw Borussii Mönchengladbach.

## Statystyki ligowe
| Sezon     | Klub                | Liga          | Mecze | Gole |
| --------- | ------------------- | ------------- | ----- | ---- |
| 1986/1987 | Borussia Dortmund   | Bundesliga    | 3     | 0    |
| 1987/1988 | Borussia Dortmund   | Bundesliga    | 9     | 0    |
| 1988/1989 | 1. FC Saarbrücken   | 2. Bundesliga | 22    | 1    |
| 1989/1990 | 1. FC Saarbrücken   | 2. Bundesliga | 25    | 2    |
| 1990/1991 | 1. FC Saarbrücken   | 2. Bundesliga | 34    | 3    |
| 1991/1992 | Stuttgarter Kickers | Bundesliga    | 19    | 0    |
| 1992/1993 | 1. FC Köln          | Bundesliga    | 5     | 0    |
| 1993/1994 | Rot-Weiss Essen     | 2. Bundesliga | 31    | 3    |
| 1994/1995 | Rot-Weiss Essen     | Regionalliga  | 32    | 4    |
| 1995/1996 | SG Wattenscheid 09  | 2. Bundesliga | 15    | 1    |
| 1996/1997 | 1. FSV Mainz 05     | 2. Bundesliga | 14    | 2    |
| 1997/1998 | 1. FSV Mainz 05     | 2. Bundesliga | 27    | 0    |
| 1998/1999 | 1. FSV Mainz 05     | 2. Bundesliga | 27    | 1    |
| 1999/2000 | 1. FSV Mainz 05     | 2. Bundesliga | 28    | 1    |
| 2000/2001 | 1. FSV Mainz 05     | 2. Bundesliga | 10    | 0    |
| 2001/2002 | 1. FSV Mainz 05     | 2. Bundesliga | 0     | 0    |